# Toni Naspler
Toni Naspler Peraire (Manresa, Barcelona, 11 de julio de 2003) es un jugador de baloncesto profesional español. Mide 1,97 metros y juega en la posición de base, actualmente pertenece a la plantilla del Club Baloncesto Zamora de Primera FEB, cedido por el Bàsquet Manresa.

## Carrera deportiva
Es un jugador formado en las categorías inferiores de Baxi Manresa. En la temporada 2020-21, jugaría en el Club Bàsquet Artés de Liga EBA, club vinculado al conjunto manresano.
El 22 de junio de 2021, firma su primer contrato profesional con Baxi Manresa.
El 11 de agosto de 2021, firma por el Zentro Basket Madrid de la Liga LEB Plata, cedido por Baxi Manresa para disputar la temporada 2021-22.
El 17 de abril de 2022, debutó con el Baxi Manresa en la Liga Endesa. Toni disputó más de 22 minutos segundos en la victoria de Manresa frente al UCAM Murcia CB por 103 a 93 puntos, en los que anotó 2 puntos. Durante la temporada 2021-22, disputaría 5 partidos de la Liga Endesa.
El 9 de septiembre de 2022, firma por el Club Baloncesto Zamora de Liga LEB Plata, cedido por el Bàsquet Manresa, disputando en la LEB Plata 30 partidos (6,9 puntos, 2,8 rebotes, 3,6 asistencias y 1,3 robos).
La temporada siguiente 2023/2024 repite cesión en el Zamora Enamora conquistando el primer título nacional del club zamorano el de enero de 2024 la Copa LEB Plata, en su última edición, en el partido disputado en el Pabellón Municipal Ángel Nieto de Zamora batió el récord de asistencias en esta competición repartiendo 10 pases de canasta. Además consiguió el ascenso de categoría a la segunda en importancia en el baloncesto nacional masculino, denominada Primera FEB actualizando la anterior nomenclatura de LEB Oro. El ascenso llegó al vencer en la final a Bueno Arenas Albacete Basket. En esta segunda temporada termina como el mejor triplista de la categoría con un porcentaje de acierto de 52,1 % (25 de 48) y el cuarto mejor pasador con 6,2 asistencias por partido en la LEB Plata (en 33 partidos promedia 7,8 puntos, 4,6 rebotes, 6,2 asistencias, 1,7 robos y 14,8 de valoración).
En la temporada actual 2024/2025 regresa a la capital castellanoleonesa en su tercera campaña consecutiva en el club y en la primera de la entidad zamorana en Primera FEB.

### Selección nacional
Ha formado parte de la Selección de baloncesto de España Sub-13, Sub-14, Sub-15, Sub-16 y Sub-17, donde sería habitualmente el capitán. Los torneos más relevantes como internacional fueron el Campeonato de Europa Sub-16 consiguiendo la medalla de oro (2019, 7 partidos, 7,9 puntos, 3,7 rebotes y 2,9 asistencias), en las Clasificaciones al Campeonato de Europa Sub-20 (2021, 4 partidos, 1,5 puntos, 1,5 rebotes y 3,8 asistencias) y en el Campeonato de Europa Sub-20 (2023, 7 partidos, 2,6 puntos, 1,9 rebotes y 1,7 asistencias).

### Competiciones Europeas
En el año 2021 debuta con BAXI Manresa en la Champions Europa League